# L'oro dei predoni
L'oro dei predoni (Predator's Gold), tradotto per la prima volta in italiano col titolo Freya delle Lande di Ghiaccio, è un romanzo steampunk per ragazzi del 2003 scritto da Philip Reeve. È il secondo capitolo della serie del Quartetto delle Macchine Mortali (Mortal Engines Quartet), composto dai romanzi:
- Macchine mortali (Mortal Engines, 2001)
- L'oro dei predoni (Predator's Gold, 2003)
- Congegni infernali (Infernal Devices, 2005)
- Pianura oscura (A Darkling Plain, 2006)

Freya delle Lande di Ghiaccio è ambientato due anni dopo gli eventi narrati in Macchine mortali. Il romanzo racconta le avventure che Tom e Hester intraprendono a bordo del dirigibile Jenny Haniver (ereditato della loro defunta compagna Anna Fang) mentre viaggiano intorno al globo.

## Trama

### Prima parte
Tom e Hester viaggiano a bordo della Jenny Haniver da due anni.
La loro amicizia si è lentamente trasformata in un sentimento più profondo.
Persino la dura e fredda Hester è diventata più dolce e affabile con il timido Tom.
Dopo la distruzione di Londra i due hanno deciso di disarmare la Jenny Haniver. Vivono attraversando i cieli commerciando tutto ciò che trovano. Tutto tranne armi e Old Tech.
Un giorno, mentre sono attraccati ad Airhaven si imbattono nel professor Pennyroyal, che li convince ad accoglierlo come passeggero (nonostante non carichino volentieri persone a bordo).
Nimrod B. Pennyroyal è un famoso scrittore e storico. È famoso per aver scritto molti libri (Città perdute nella sabbia, America la Bella, tutta la verità sul Continente Morto). Gli storici londinesi lo disprezzavano per le sue strambe teorie nelle quali sosteneva che tutte le catene montuose più alte non fossero il frutto di attività vulcaniche naturali ma il risultato di un qualche tipo di Antica Tecnologia sperimentale.
Durante il viaggio Tom viene affascinato dai racconti del professore che riportano alla sua mente i ricordi di quando come apprendista di Terza Classe a Londra assisteva alle lezioni tenute dagli Storici più anziani.
Il viaggio però assume un brusco cambiamento quando si imbattono in tre navi Fox Spirit dello “Stormo Verde” (un gruppo scissionista fanatico della Lega Anti-Trazionista) che seguono le loro tracce.
L'inseguimento culmina in una vera e propria caccia nella quale la Jenny Haniver fa la preda.
I Fox Spirit iniziano a sparare missili e i protagonisti riescono a salvarsi solamente grazie al tempestivo intervento di Tom e alle sue ottime capacità di pilotaggio.
Le navi dello Stormo Verde esplodono, e la Jenny Haniver fortemente malconcia vola in balia dei venti.
Volano sopra le grandi distese di ghiaccio, e quando ormai avevano perso ogni speranza sicuri di finire i loro giorni congelati sul freddo metallo della loro nave, vengono accolti da Anchorage.
Anchorage una volta era una città fiorente che si basava principalmente sul commercio.
La sua popolazione è stata decimata da un virus, la peste, e ora vaga tra i ghiacci come un fantasma di acciaio. La città è ora governata da Freya Rasmussen, una giovane margravia (titolo nobiliare dinastico che secondo la tradizione ha il compito di condurre il suo popolo seguendo le proprie visioni) che si trova il peso di dover governare un'intera città sulle sue piccole e giovani spalle dopo la morte dei genitori per la peste.
Gli abitanti della città sono alla disperata ricerca di un rifugio e hanno stabilito un percorso passando attraverso i ghiacci per raggiungere le terre dell'America (ora un deserto radioattivo causato dagli eventi della guerra dei Sessanta Minuti). Freya è convinta di trovare una terra ricca di vegetazione lussureggiante, come Pennyroyal afferma di aver visto in uno dei suoi viaggi verso il Continente Morto molti anni fa. Lei è felice di scoprire che il professore è a bordo della sua città e tratta tutti e tre come ospiti d'onore.
Mentre Hester passa molto tempo a riparare la Jenny Haniver, Tom trascorre spesso i pomeriggi con Freya e scopre di divertirsi ad Anchorage che gli ricorda la sua cara e vecchia Londra. Hester è gelosa della sua vicinanza crescente con Freya e cerca in tutti i modi di riparare nel minor tempo possibile la nave per poter scappare con il suo amato. Durante una tormenta di neve vede Tom baciare Freya, e furiosa dalla rabbia vola via con la Jenny Haniver con il cuore spezzato.
Hester intende vendere le coordinate di Anchorage ad Arkangel (città predatrice che da anni brama di catturare Anchorage) e, arrivata, fa un accordo con il leader della città Masgard: quando cattureranno Anchorage Tom dovrà essere consegnato a lei.

### Seconda parte
Arrivata su Arkangel resta basita dal tipo di città che si trova di fronte.
La struttura è un gigantesco panzer vuoto al centro (nel quale si trova il ventre, il motore e vero e proprio cuore della città) ricca di case e baracche abbarbicate sui bordi di acciaio come nidi di pipistrello.
I residenti sono più che altro commercianti senza scrupoli e mercenari che comandano a frustate un'enorme quantità di schiavi (i cittadini delle città conquistate) che a fatica fanno il lavoro sporco e permettono di far muovere questa gigantesca montagna di ferro.
Hester senza quasi neanche rendersene conto viene catturata da un informatore dello "Stormo Verde" Widgery Blinkoe e portata dinnanzi a Sathya, la nuova comandante del gruppo antitrazionista a suo tempo la favorita di Anna Fang, convinta siano loro la causa della distruzione delle aeronavi e della morte della sua guida.
Blinkoe è da tempo che pedinava Tom ed Hester. Era presente durante il primo inseguimento e ora è fiero di essere riuscito a portarla al cospetto di Sathya. Widgery è un benestante mercante di cianfrusaglie old tech e vive nella sua bottega ad Arkangel. In ogni suo spostamento è seguito dalle sue viziate e perennamente frustate cinque mogli che non mancano mai di ricordargli le sue insufficienze e imperfezioni.
L'uomo ha un vero e proprio debole per le donne e tenta ogni qual volta abbia occasione di sposarne una nuova promettendole una vita ricca di comodità e lussi. Ma in realtà l'uomo non è così abbiente come vuole far credere e ben presto le donne che sposa si trasformano in mogli brontolone e bisbetiche pronte a criticarlo facendo da eco una all'altra.
Durante la permanenza su Anchorage da tempo sembrano sparire oggetti e tra la popolazione gira voce che la causa siano i fantasmi delle persone morte durante la peste. Nessuno immagina neanche lontanamente che in realtà la città ospita dei ladri clandestini. Si fanno chiamare “Ragazzi perduti” e si nascondono nell'ombra in attesa per ore o anche giorni che non ci sia nessuno in vista per poter trafugare un qualsiasi tipo di bottino. Sono tre ragazzini Caul al quale è stata affidata la “missione”, Skewer il più grande e Gargle il più piccolo e impacciato del gruppo. Sono ragazzini stati allevati e plagiati fin da quando erano in fasce dallo “Zio” (un uomo senza scrupoli che si approfitta di giovani indifesi per le sue losche razzie), addestrati all'arte del furto e dello scippo. Abituati per vivere nascosti nell'ombra senza mai farsi vedere a costo di pazientare per giorni rannicchiati in uno stanzino vuoto con l'unico scopo di depredare le altre navi.Grazie a ragni radiocomandati provvisti di telecamere spiano tutto e tutti all'interno della nave.
Nel frattempo Hester imprigionata da Sathya nel “Covo delle canaglie” passa le giornate tra un interrogatorio e un altro e le nottate rinchiusa in una cella. Sathya vuole usarla nel tentativo di far riaffiorare i ricordi di Anna Fang diventata ormai un freddo predatore meccanico che non lascia trasparire alcuna emozione dalla sua frigida maschera metallica. Si avvale della conoscenze del dott. Popjoy (che ha riscoperto e reinventato le tecniche per la creazione dei predatori) che sta costruendo un vero e proprio esercito di “rinati” non solo antropomorfi ma, per renderli più potenti, di forme mostruose (centauri cingolati con venti braccia e occhi anche sulla nuca, altri invece con lunghe zampe aracniformi, e infine uccelli simili a condor al suo servizio che utilizza come sistemi di allarme).
Durante un interrogatorio intravede disteso su un gelido tavolo operatorio il corpo del suo rapitore, Widgery Blinkoe ucciso da Sathya dopo che le aveva consegnato la ragazza. Popjoy stava armeggiando attorno al tavolo e vedendo Hester si lascia sfuggire la frase “non vedo l'ora di lavorare su di lei dopo l'esecuzione”.

### Terza parte
Caul dei tre ragazzi perduti è affascinato nel vedere i mosci (così chiamano le persone delle navi che invadono). Lui è cresciuto in un ambiente marziale estremamente rigido e rigoroso è stregato dai loro comportamenti così premurosi e cortesi gli uni con gli altri. Passa le giornate a spiare e scrutare i movimenti delle persone non più solo dai monitor, rischiando spesso di infrangere la prima e più importante regola “mai farsi vedere da nessuno per nessun motivo”. Il giorno in cui Hester vide Tom e Freya che si baciarono, Caul informò il ragazzo che la sua amata stava scappando e tentò invano di fermarla. Ora Tom rimasto senza Hester passa le giornate a rimpiangere quel giorno e una cosa gli ronza continuamente in testa. La faccia di quel ragazzo sconosciuto che lo allertò quel fatidico giorno. Inizia a cercare il misterioso ragazzo perlustrando tutta la città ma senza alcun successo. Caul mettendosi allo scoperto infranse la più importante regola e per questo Skewer prese il comando della missione. Generalmente gli ordini prevedono che se un ragazzo viene scoperto vanno subito eliminati i testimoni ma questa volta ricevettero ordini diversi. Lo Zio ordinò di rapire Tom. I ragazzi sono ladri non rapitori, questa era la prima volta che gli veniva chiesta una cosa simile. I tre riescono comunque nell'impresa e acciuffato Tom lo infagottano e lo trascinano sulla loro nave la Screw Worm (un angusto disordinato sommergibile pieno zeppo di cianfrusaglie di ogni genere) per portarlo alla loro Base a Grimsby la più grossa città predatrice su zattera.
Arrivato incontra lo Zio, un ometto piuttosto anziano e minuto ma molto severo che continua a picchiare con il bastone ogni ragazzino che trova a tiro. Lo Zio grazie ai rapporti che riceve regolarmente dai suoi ragazzi infiltrati nelle navi è l'uomo più informato del pianeta. Riesce sapientemente a collegare ogni storia a un uomo tracciando così una fitta ragnatela di informazioni che collega ognuno a chiunque.
Lo Zio informa Tom sulla situazione di Hester, che si trova rinchiusa nel “Covo delle canaglie” e gli propone di aiutarlo a liberarla. In realtà il piano dello Zio è di usarlo come diversivo per potersi impossessare del Covo da usare come suo nuovo quartier generale e sfruttare il nuovo esercito di rinati come suoi scagnozzi.
Tom viene quindi abbandonato sugli scogli dello Stormo Verde e in breve tempo viene scoperto e catturato.
Grazie al caos provocato dalle sirene d'allarme i ragazzi perduti riescono facilmente a far penetrare in profondità i ragni muniti di telecamere nella stazione. Lo Zio vedendo dai monitor la cattura di Tom svela il piano a tutti i ragazzi perduti che fino ad allora erano all'oscuro di tutto. Il piano è di far penetrare i ragni in ogni stanza del covo e successivamente di fare esplodere le cariche che sono state montate su ognuno dei macchinari così da uccidere chiunque.
Caul che si era affezionato ai due ragazzi sentendo il folle piano omicida dello Zio fa esplodere i ragni prima che si insidino in tutte le stanze. Le molteplici esplosioni fanno nuovamente suonare gli allarmi della stazione e allo Zio non resta che ordinare ai suoi ragazzi di infiltrarsi per uccidere i superstiti.
Nel caos provocato dalle esplosioni, inizia una sparatoria tra l'esercito dello Stormo Verde e i ragazzi perduti intrufolati nella base. Proprio grazie all'esplosione Hester riesce a trovare Tom sotto alcune macerie e insieme i due tentano di fuggire. Durante la loro corsa intravedono molti cadaveri degli appartenenti a entrambe le fazioni e vedono con i loro occhi Anna Fang (o quello che ne restava) uccidere a sangue freddo un nutrito gruppo di ragazzi armati fino ai denti.
La fuga dei due innamorati viene interrotta da Sathya che li blocca con la lama della sua spada. La donna è intenzionata a ucciderli per vendicare la sua cara Anna Fang, ma proprio quando alza il braccio per colpire i malcapitati questo cade a terra impugnando ancora saldamente l'elsa della spada.
L'Anna Fang rinata aveva tagliato il braccio a Sathya permettendo così ai due ragazzi di scappare a bordo della Jenny Haniver.
Il piano dei due ragazzi è di raggiungere Anchorage e cercare di aiutare i suoi abitanti a sfuggire da Arkangel.
Atterrati sulla città la trovano più silenziosa del solito in quanto era precedentemente sbarcato un manipolo di uomini che aveva rinchiuso tutti gli abitanti e sradicato l'enorme ruota attaccata al motore principale.
Hester e Tom si separano. Hester fa prima esplodere la nave nemica per creare un diversivo, poi fredda tutti i tirapiedi inviati da Arkangel fino a riuscire a liberare i suoi amici. Durante l'incursione dimostra tutta la sua ferocia uccidendo Masgard, il figlio del sindaco di Arkangel, che inerme implora pietà in ginocchio.
Tom insegue il prof. Pennyroyal che si sta impadronendo della Jenny nel tentativo di fuggire. Raggiunto gli intima di fermarsi e l'uomo spaventato gli spara ferendolo in pieno petto abbandonandolo esanime nella neve mentre si allontana a bordo della Jenny Heniver.
La città è ora ferma in attesa dell'arrivo di Arkangel che continua inesorabilmente ad avvicinarsi minacciosa.
I meccanici di Anchorage abbandonando la grande ruota e si avviano lentamente con i soli cingoli in luoghi dove il ghiaccio sembra essere più sottile nella speranza che la pesante Arkangel possa sprofondare nelle fredde acque artiche. Il piano funziona perfettamente, Arkangel si innabissa e Anchorage si ritrova su una piccola lastra di ghiaccio in balia delle correnti. Dopo alcuni giorni emerge dalle acque Caul a bordo della Screw Worm. Porta con sé delle antiche mappe che riconducono una rotta verso terreni fertili. Creando un'elica di fortuna riescono a governare la città per raggiungere un arcipelago disabitato del continente rinato.
Pennyroyal scrisse un libro diventando ancora più famoso di quanto non lo fosse stato prima raccontando di eroiche avventure e coraggiosi combattimenti con gli abitanti di Arkangel.
Anna Fang compie un colpo di Stato e diventa comandante della lega anti trazionista.
Tom si ristabilisce lentamente, grazie alle cure offerte da Hester che aspetta di trovare il coraggio per informarlo di essere incinta.

### Edizioni
- Philip Reeve, Freya delle Lande di Ghiaccio, collana [I Grandi], traduzione di Maria Bastanzetti [Invernizzi], Arnoldo Mondadori Editore, 2005, ISBN 88-04-54591-7.